# Hyderabad (Pakistan)
Pour les articles homonymes, voir Hyderabad (homonymie).
Ne doit pas être confondu avec Hyderabad.
Hyderâbâd (en sindhi et en ourdou : حيدر آباد) est une ville du Pakistan, située dans la province du Sind. Deuxième ville de la province par le nombre d'habitants après Karachi, elle compte près de deux millions d'habitants en 2023, et est la septième ville du pays.
Principalement peuplée par des Muhadjirs et des Sindis, la ville est un fief politique du Mouvement Muttahida Qaumi et du Parti du peuple pakistanais, et a connu des affrontements communautaires ponctuels.

## Histoire

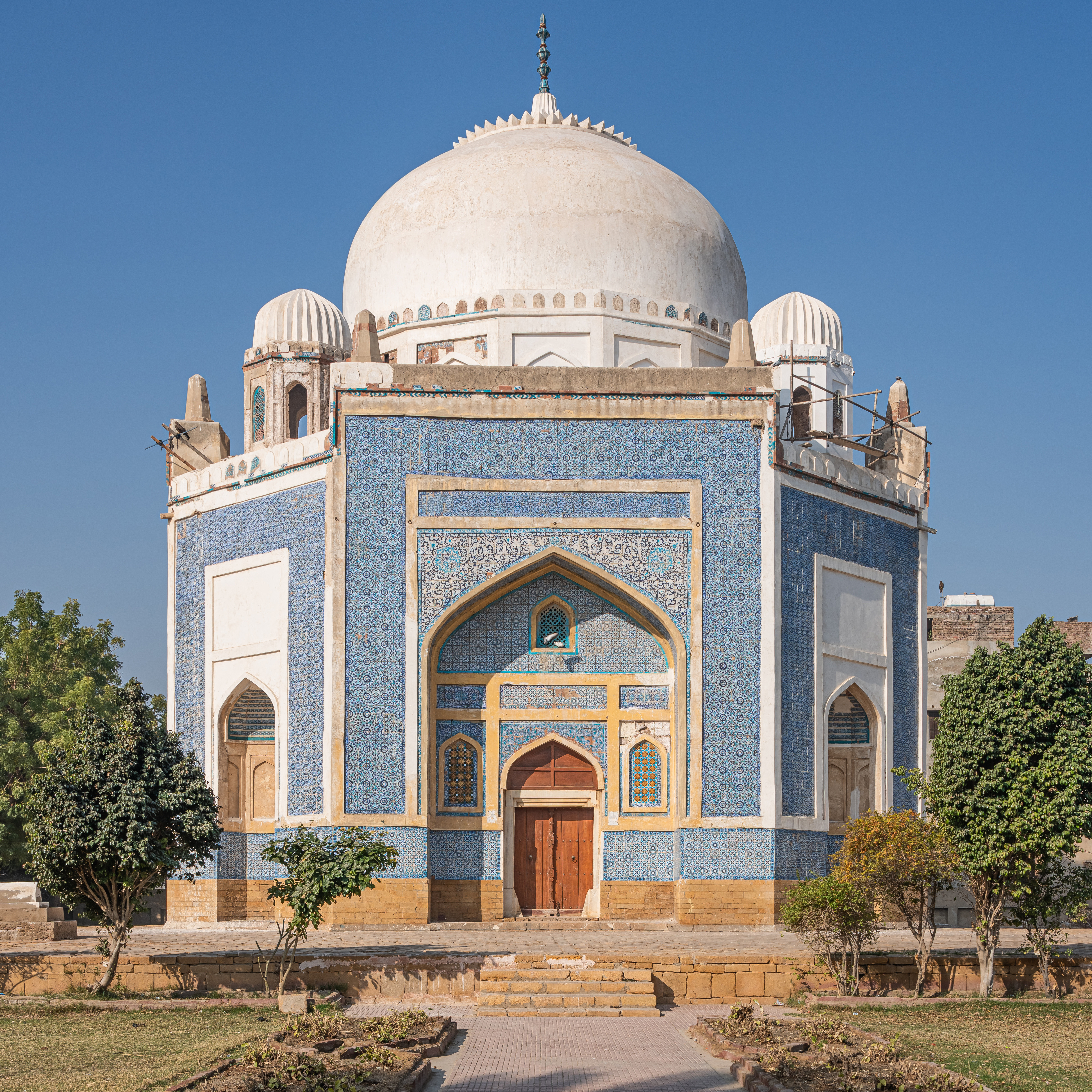
Autre vue du mausolée de Mian Ghulam Shah Kalhoro

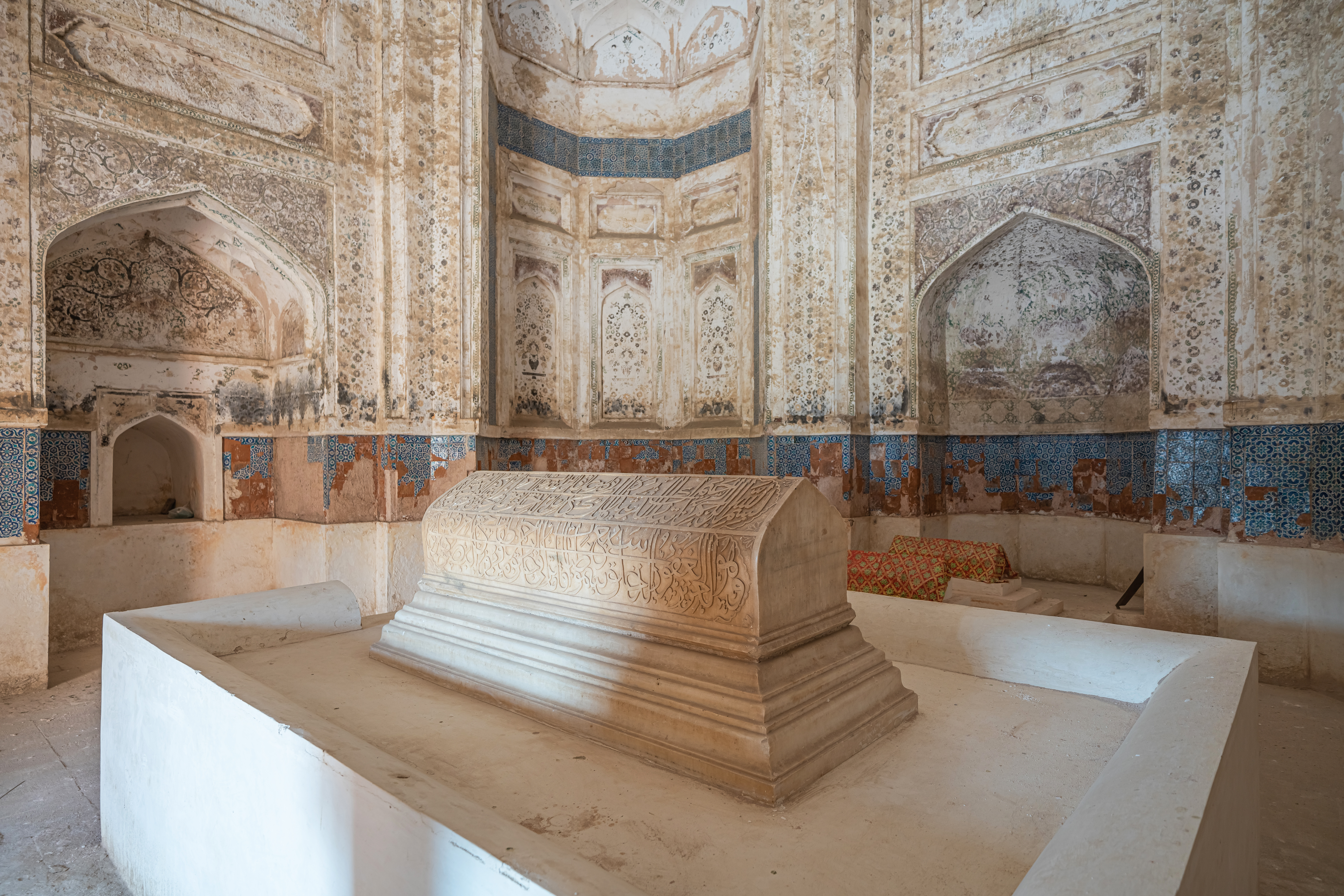
L'intérieur du mausolée de Mian Ghulam Shah Kalhoro

Lors de la partition des Indes, une partie importante de la population hindoue de la ville, qui constituait jusqu'alors 70% de la population totale de ville,, a émigré en Inde, et a été remplacée par des musulmans faisant le trajet inverse. Cette population parlant ourdou constitue une véritable ethnie dans les recensements pakistanais. Appelés Muhadjirs, ils constituent aujourd'hui une part importante de la ville, représentés politiquement par le Mouvement Muttahida Qaumi. Des violences ethniques ont parfois touché la ville, souvent en écho aux troubles à Karachi.
Après l'indépendance en 1947, la capitale provinciale du Sind Karachi a été faite capitale fédérale, et Hyderabad a donc été capitale de la province de 1947 à 1955.

## Démographie
La population de la ville a presque doublé entre 1972 et 1998, passant de 628 631 habitants à 1 151 274 en 1998. Selon les résultats préliminaires du recensement de 2011, la population de la ville serait de 3 429 471, ce qui indique que sa population aurait triplé depuis 1998. Les résultats de l'étude de 2011 sont cependant annulés, et un nouveau recensement mené en 2017 pointe une population de 1 732 693 habitants, ce qui relativise fortement la croissance démographique de la ville.
Le recensement de 2023 pointe une population 1 921 275 habitants, Hyderabad devenant alors la septième ville du pays en dépassant Peshawar.
La ville est l'une des plus cosmopolites du pays, et la seule avec Karachi où les Muhadjirs sont majoritaires, communauté ayant émigré d'Inde à la suite de la partition. Selon le recensement de 2023, les locuteurs de l'ourdou (essentiellement des Muhadjirs) représentent 55 % de la population, tandis que les Sindis sont 33 %. On trouve aussi de petites minorités parlant pendjabi (4 %) et pachto (3 %).
La ville est également réputée pour sa tolérance religieuse, et compte une large minorité hindoue comptant pour près de 6 % de la population selon le recensement de 2023, ainsi qu'une petite minorité chrétienne de 22 000 fidèles, qui dispose dans la ville d'un diocèse, d'une cathédrale et cinq églises.
|            | 1972 (rec.) | 1981 (rec.) | 1998 (rec.) | 2017 (rec.) | 2023 (rec.) |
| ---------- | ----------- | ----------- | ----------- | ----------- | ----------- |
| Population | 628 631     | 751 529     | 1 151 274   | 1 732 693   | 1 921 275   |

## Économie

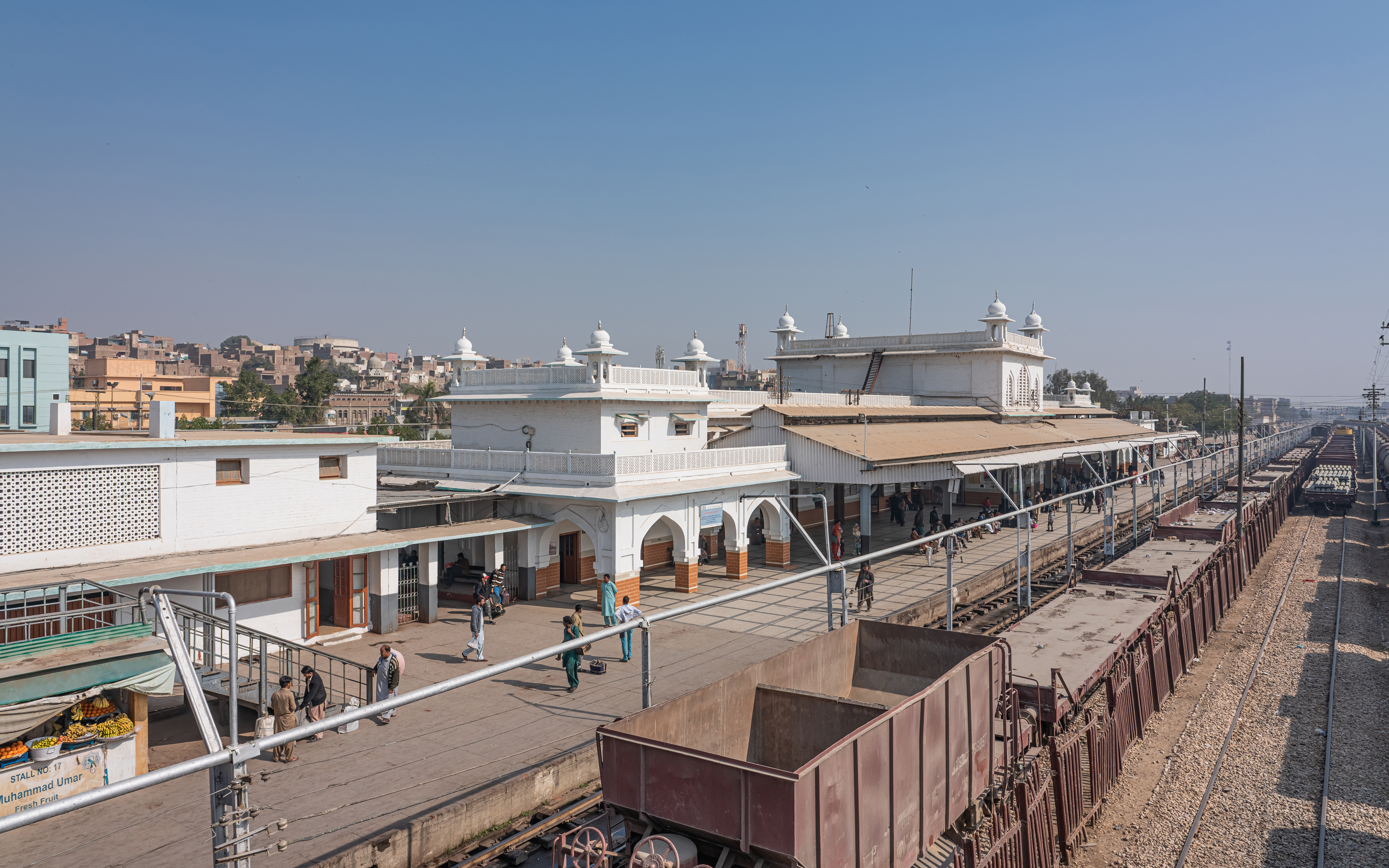
Gare d'Hyderabad

La ville est un important centre commercial et industriel du sud du pays, produisant du coton et du sucre notamment, et contenant des industries de ciment, de poteries et de plastiques, notamment. La ville est également bien située sur le réseau de transport pakistanais, étant notamment directement reliée par l'autoroute no 9, longue de 136 kilomètres, à Karachi, principal port du pays. Hyderabad est également situé sur la ligne de chemin de fer reliant Karachi à Nawabshah et au nord du pays.

## Politique
De 2002 à 2018, la ville et son district sont représentés par les six circonscriptions no 45 à 50 à l'Assemblée provinciale du Sind. Lors des élections législatives de 2008, quatre d'entre elles sont remportées par le Muttahida Qaumi Movement (MQM) et deux par le Parti du peuple pakistanais (PPP), et de même durant les élections législatives de 2013. 
À l'Assemblée nationale, ils sont représentés par les cinq circonscriptions no 218 et 222. Lors des élections de 2008, elles ont été remportées par deux candidats du MQM et trois du PPP, et de même durant les élections de 2013, dont notamment Ameen Faheem.